# Escape from Heart
Escape from Heart è il primo album in studio del rapper italiano MadMan, autoprodotto e pubblicato il 10 ottobre 2010.

## Descrizione
Escape from Heart fu scritto nei due anni antecedenti alla pubblicazione e, a spese dell'artista, venne realizzato, registrato e masterizzato interamente dal DJ 3D. L'album venne distribuito per il download gratuito in maniera indipendente da MadMan, il quale realizzò anche un'edizione CD in tiratura limitata a 200 copie.
Nel 2011 l'etichetta discografica indipendente Honiro Label ha ripubblicato l'album in edizione deluxe, comprensiva di due remix inediti.

## Tracce
1. La partenza (prod. Ombra) – 1:12
2. Questa merda (prod. Double Jay) – 2:57
3. È solo l'inizio (prod. Ombra) – 3:58
4. Dammi luce (ft. TempoXso, Canesecco) (prod. 3D) – 3:06
5. Escape from Heart (prod. PK) – 3:16
6. Trash Music (prod. Ombra) – 3:56
7. Mi va a puttane il cervello (ft. Gemitaiz) (prod. DJ Raw) – 4:18
8. Lo rifarò (ft. TempoXso) (prod. DJ Raw) – 3:09
9. Rainy Trip (ft. Venom, Ombra) (prod. Ombra) – 5:02
10. Dopo tre giorni (prod. Barone) – 4:05
11. Underground (ft. Blue Virus) (prod. Ombra) – 2:57
12. Fuck Girls (prod. Tre) – 3:25
13. Questo è l'anno (ft. SottoTorchio, Gemitaiz, TempoXso) (prod. Shagoora) – 3:15
14. Il traguardo (prod. Hype) – 2:42

Tracce bonus nell'edizione deluxe
1. Trash Music (Tre RMX) – 3:55
2. Questa merda RMX (Ombra RMX) – 2:52

## Formazione
Musicisti
- MadMan – voce
- TempoXso – voce aggiuntiva (tracce 4, 8 e 13)
- Canesecco – voce aggiuntiva (traccia 4)
- Gemitaiz – voce aggiuntiva (tracce 7 e 13)
- Venom – voce aggiuntiva (traccia 9)
- Ombra – voce aggiuntiva (traccia 9)
- Blue Virus – voce aggiuntiva (traccia 11)
- SottoTorchio – voce aggiuntiva (traccia 13)

Produzione
- Ombra – produzione (tracce 1, 3, 6, 9, 11)
- Double Jay – produzione (traccia 2)
- 3D – produzione (traccia 4), registrazione, missaggio, mastering
- PK – produzione (traccia 5)
- DJ Raw – produzione (tracce 7, 8)
- Barone – produzione (traccia 10)
- Tre – produzione (traccia 12)
- Shagoora – produzione (traccia 13)
- Hype – produzione (traccia 14)